# Франклин (Айдахо)
Вижте пояснителната страница за други населени места с името Франклин.
Франклин (на английски: Franklin) е град в окръг Франклин, щата Айдахо, САЩ. Франклин е с население от 641 жители (2000) и обща площ от 2 km². Намира се на 1372 m надморска височина. ЗИП кодът му е 83237, а телефонният му код е 208.